# Flughafen Châteauroux

i7
i11
i13
Der Flughafen Châteauroux-Centre Marcel Dassault, (IATA-Code: CHR, ICAO-Code: LFLX) früher Châteauroux-Déols Marcel Dassault, liegt bei Châteauroux im französischen Département Indre, Region Centre-Val de Loire etwa in der Mitte Frankreichs.

## Geschichte
Die Ursprünge des Flughafens reichen in die späten 1920er Jahre zurück, als in Châteauroux-Centre der zivile Luftverkehr begann. Marcel Dassault errichtete hier 1935/1936 seine erste Flugzeugfabrik, die im Zweiten Weltkrieg nach Frankreichs Niederlage im Westfeldzug Sektionen für deutsche Flugzeugtypen fertigte.
Im März 1944 war Châteauroux Standort von Stab und zwei Staffeln der 1. Gruppe des Jagdgeschwaders 103 (S. und I./JG 103). Ab Mitte März 1944 bis zum Beginn alliierten Invasion in der Normandie lag dort anschließend die 2. Staffel des Jagdgeschwaders 105 (2./JG 105). Nach Beginn der Invasion operierten schließlich noch die Ju 88C der 2. Staffel des Zerstörergeschwaders 1 (2./ZG 1) zwischen Mitte Juni und Mitte Juli 1944 von Châteauroux aus.
Nach Befreiung der Gegend nutzten die Forces aériennes françaises libres den Platz als Bomberstützpunkt.

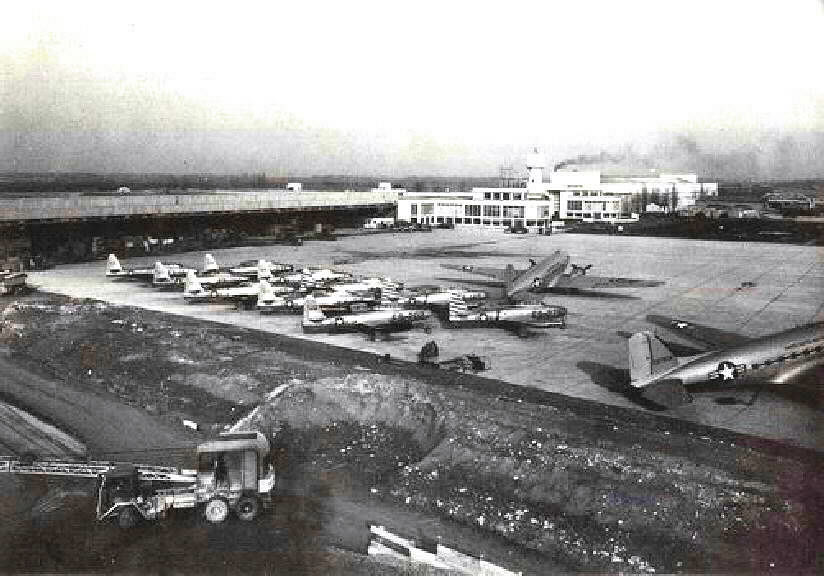
US-Flugzeuge auf dem Flughafen

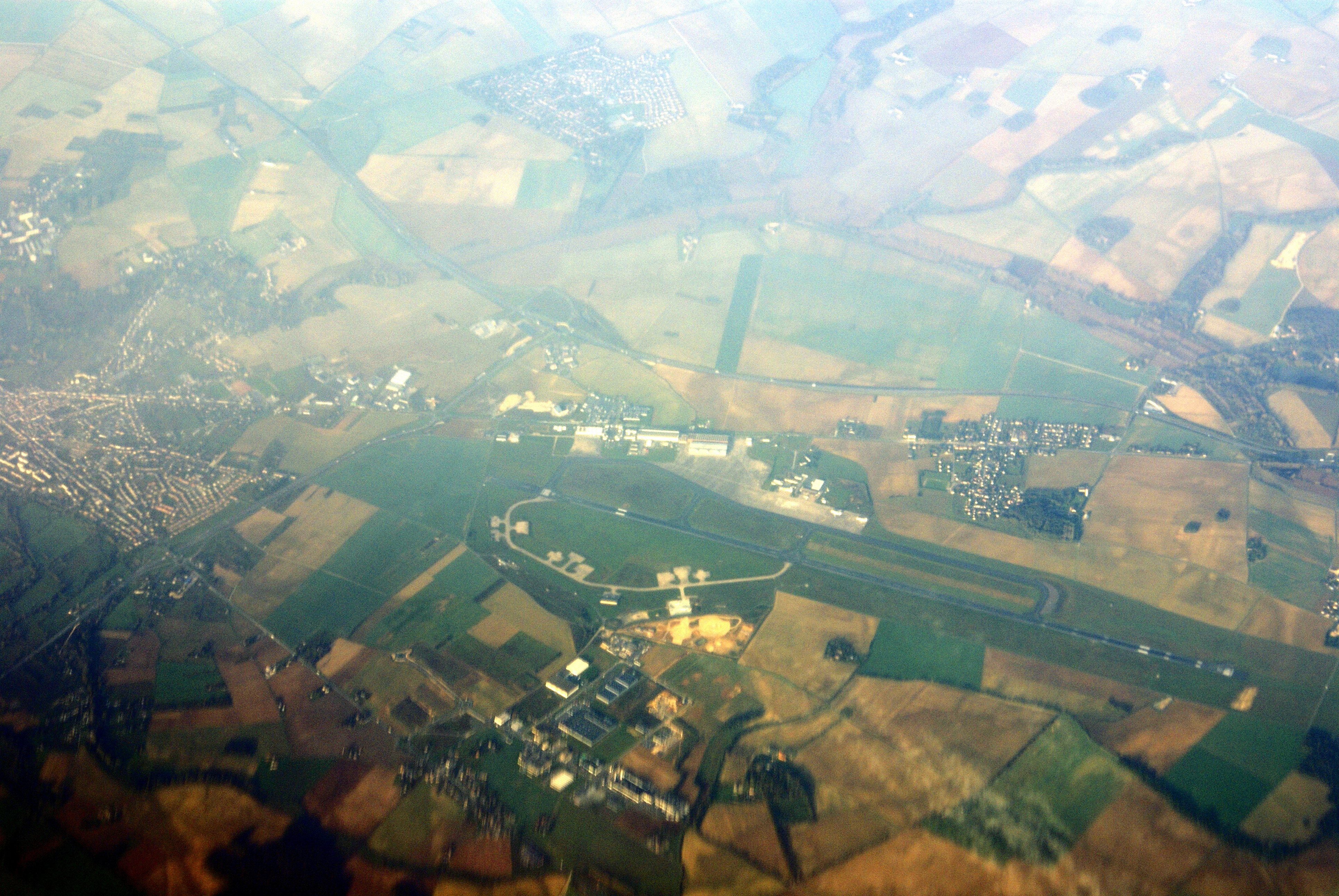
Luftbild des Flughafens (2005)

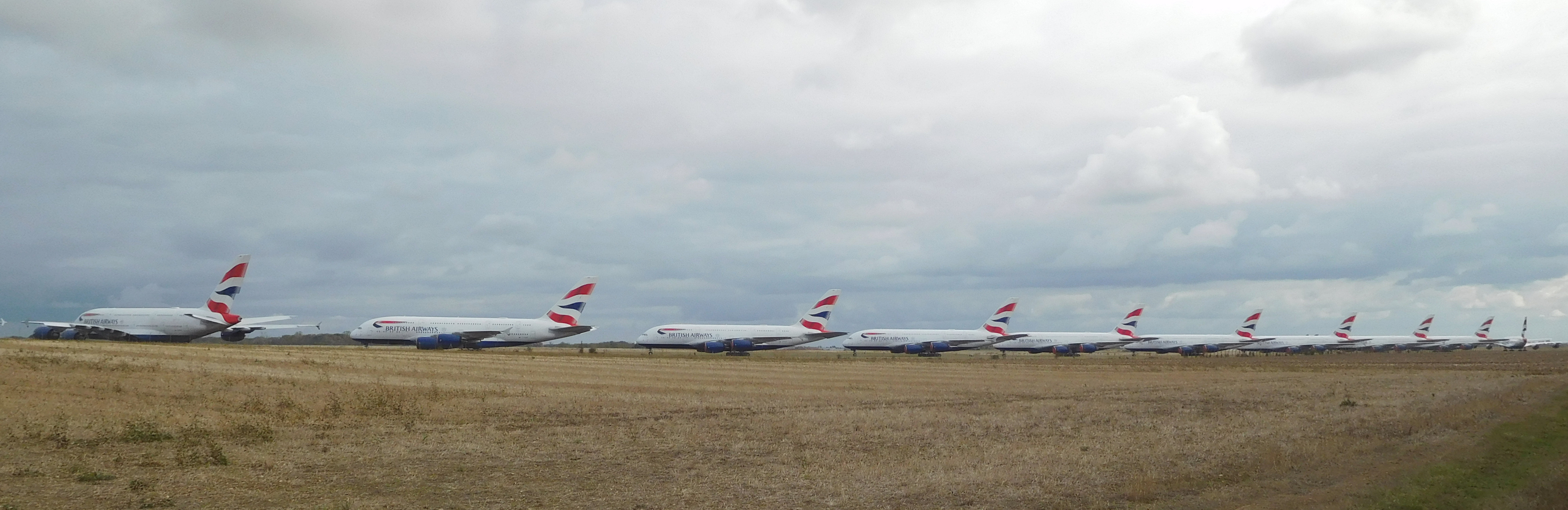
In Chateauroux geparkte A380 von British Airways

Nach dem Krieg wurde der Flugplatz zunächst nicht weiter militärisch und für den Flugzeugbau genutzt. Mit Beginn des Kalten Krieges entstand dort eine Air Base der United States Air Forces in Europe (USAFE), die bis 1967 bestand, als Frankreich die militärische Organisation der NATO verließ. Dort konnten bis zu 8.000 Soldaten stationiert werden. Der Flughafen beheimatete das größte Depot für die USAFE und die NATO. Die USAF unterhielt eine permanente "Luftbrücke" zwischen Châteauroux und der Dover AFB.
Im Jahre 1978 fand in Châteauroux die Segelflug-Weltmeisterschaft statt, die Helmut Reichmann mit der SB 11 der Akaflieg Braunschweig in der 15-m-Klasse gewann. Weitere Gewinner waren Baer Selen (Niederlande) in der Standardklasse und George Lee in der Offenen Klasse.
Nach Abzug der Amerikaner wurde Châteauroux zu einem zivilen Flughafen entwickelt, viele Gebäude wurden neu errichtet, unter anderem ein Zentrum für die Allgemeine Luftfahrt und Flugzeugwartung.
Als Folge der COVID-19-Pandemie parkte im Sommer 2020 die Fluggesellschaft British Airways einen Großteil ihrer A380-Flotte in Chateauroux. Seit April 2021 wird der Flughafen vorübergehend auch wieder militärisch genutzt. Aufgrund von Bauarbeiten an der Landebahn ihrer Heimatbasis Base aérienne 702 in Avord, die bis Ende 2021 dauern sollen, operieren die französischen AWACS-Aufklärungsflugzeuge des Typs E-3F derzeit von Chateauroux aus.

## Flugverbindungen
Der Flughafen dient momentan lediglich als Fracht- und Charterflughafen. Allerdings nutzen viele größere europäische Fluggesellschaften den Flughafen, der bis zu acht Touch-and-Go Manöver pro Stunde erlaubt, für das Training ihrer Piloten. Im Jahr summieren sich diese auf 20.000 Touch-and-Go Manöver. Dadurch verkehren regelmäßig auch Großraumflugzeuge auf dem Flughafen. Regelmäßige Linienflugverbindungen bestehen momentan nicht.
Der Flughafen ist von 6 bis 18 Uhr geöffnet. Auf 600 m² können bis zu 100.000 Passagiere abgefertigt werden, die Frachtkapazität des Flughafens liegt bei 70.000 t auf 8000 m².

## Verkehrsanbindung
Der Flughafen liegt nahe der Autoroute A20, die Vierzon mit Montauban verbindet, rund 270 Kilometer südlich von Paris und 420 Kilometer nördlich von Toulouse.

## Technik am Flughafen
Es ist ein ILS CAT I und HI/BI sowie PAPI und VASI vorhanden. Am Flughafen kann Jet A1 AVGAS getankt werden.